# Prins Bernhardlaan (Soest)
De Prins Bernhardlaan is een straat in Soest in de Nederlandse provincie Utrecht.
De laan is genoemd naar prins Bernhard (1911-2004), op de dag van zijn verloving met [Juliana der Nederlanden|Koningin Juliana]. Voorheen was dit de Teuts Holleweg en liep van café De Teut aan de Korte Melmweg (de Teutsteeg) naar de akkers op de Soester Eng. De Dalweg en de Kolonieweg vormen de twee andere holle wegen van Soest. In de Tweede Wereldoorlog werd de straat op last van de bezetter Willem de Zwijgerlaan genoemd.